# Benjamin Graham
Benjamin Graham (nacido Benjamin Grossbaum) (Londres, 8 de mayo de 1894 – 21 de septiembre de 1976) fue un inversor, escritor y profesor estadounidense de origen británico.
Conocido como The Dean of Wall Street (el decano de Wall Street), Graham es considerado el padre del Value Investing (inversión en valor), una estrategia de inversión que empezó a enseñar en la Columbia Business School (Escuela de Negocios de Columbia) en 1928 y cuyo término refinó posteriormente a lo largo de las ediciones de su famoso libro Security Analysis (Análisis de Valores), coescrito con David Dodd.
Además, también se le reconoce como el padre del activismo accionario. Entre los discípulos de Graham se encuentran Charles Brandes, Tom Knapp, Warren Buffett, William J. Ruane, Buffett reconoce que Graham fue quien le proveyó con una sólida estructura intelectual para la inversión y lo describe como la persona que más ha influido en su vida después de su padre. De hecho, Graham tuvo tal influencia en sus estudiantes que dos de ellos, Buffett y Kahn, nombraron a sus hijos, Howard Graham Buffett y Thomas Graham Kahn, en su honor.

## Biografía
Graham nació en Londres pero se mudó a Nueva York con su familia cuando tenía 1 año de edad. Sus padres cambiaron el nombre familiar (originalmente Grossbaum) a Graham en abril de 1917, durante la Primera Guerra Mundial, ya que los nombres de origen alemán eran vistos con sospecha. Después de la muerte de su padre y habiendo vivido varios años en la pobreza, se graduó en la Universidad de Columbia, en el segundo lugar de su clase, a la edad de 20 años. A pesar de haber recibido una oferta de empleo como instructor de inglés, matemáticas y filosofía, decidió tomar un trabajo en Wall Street para posteriormente fundar la Graham-Newman Partnership.
Sus dos libros más aclamados son Security Analysis, escrito junto con David Dodd y publicado en 1934, y The Intelligent Investor publicado en 1949 (4.ª revisión, comentarios de Jason Zweig, 2003). Warren Buffett describe a este libro como "el mejor libro sobre inversión que se haya escrito."
Graham exhorta al participante del mercado de valores a hacer una distinción fundamental entre inversión y especulación. En su libro Security Analysis, propone una definición clara de inversión que se distingue de lo que él considera especulación: "Una operación de inversión es aquella que, tras un análisis meticuloso, promete seguridad del principal y un retorno de inversión satisfactorio. Una operación que no cumple con estos requisitos es especulativa"
Para Graham, un título accionario debe verse como una participación en un negocio. Con esa perspectiva en mente, el dueño de una acción no debe preocuparse demasiado por fluctuaciones irregulares de precios, ya que el valor verdadero de una acción se refleja a largo plazo en su precio.
Graham también distingue entre el inversor pasivo y el inversor activo. El inversor pasivo, también llamado inversor defensivo, invierte cautelosamente, busca acciones con valor y compra a largo plazo. El inversor activo o inversor emprendedor tiene más tiempo, interés y posiblemente más conocimiento especializado para buscar compras excepcionales en el mercado.
Graham recomienda invertir tiempo y esfuerzo en analizar el estado financiero de una compañía que está disponible en el mercado de valores. Si el precio de la acción es más bajo que su valor intrínseco, hay un margen de seguridad y es apropiada para invertir.
Para Graham, una inversión es inteligente cuando se parece a una inversión de negocios. Warren Buffett considera que estas son las palabras sobre inversión más importantes que se hayan escrito. Graham dice que una inversión es buena o mala no porque otros estén de acuerdo o en desacuerdo con ella, sino porque los datos y cifras y su análisis son correctos.
La alegoría favorita de Graham es la del Sr. Mercado (Mr. Market en inglés), un tipo que aparece diario a la puerta de un inversionista ofreciendo comprar o vender sus acciones a un precio diferente. A veces el precio ofrecido por este personaje suena verosímil, a veces ridículo. El inversor tiene la opción de estar de acuerdo con el precio y negociar con él o ignorarlo totalmente. Al Sr. Mercado no le importa, y al día siguiente volverá con otro precio. El punto es que el inversor no debe determinar el valor de sus acciones de acuerdo con los caprichos del Sr. Mercado, sino beneficiarse de las locuras del mercado y no participar en ellas. El inversor estará en mejor posición si se concentra en el desempeño real de sus compañías, recibiendo dividendos, y no en la conducta irracional de este personaje. Por consiguiente, el inversor inteligente nunca debe confundir valor y precio, debe saber abstraerse de la oscilación diaria de las cotizaciones, teniendo claro que el mercado puede infravalorar o sobrevalorar una acción durante cierto tiempo.
Graham criticaba a las corporaciones de su tiempo por presentar reportes financieros confusos e irregulares, que hacían difícil para el inversionista discernir el verdadero estado de finanzas de un negocio. Era partidario de los dividendos, más que del principio de retener ganancias. También criticaba a aquellos que aconsejaban comprar una acción, sin tomar en cuenta el precio, en virtud de su crecimiento proyectado, y sin llevar a cabo un análisis profundo de la condición financiera real del negocio. Estas observaciones todavía son relevantes hoy en día.
El planteamiento de Mr. Market ha sido cuestionado en los últimos años, sobre todo por defensores de la Teoría del Portafolio Moderno, entre otros William J. Bernstein, cuyo libro The Intelligent Asset Allocator cuestiona directamente al de Graham (The Intelligent Investor).
Esta teoría plantea que es imposible en términos generales para un individuo ser más listo que el mercado, y es ampliamente discutida en escuelas de negocios estadounidenses e inglesas. No obstante, el planteamiento de Graham mantiene varios seguidores.
Según Warren Buffett, Graham hacía cada día algo insensato, algo creativo y algo generoso. Y para Buffett, Graham se distinguía particularmente en lo último.